# Juan Jorge González
Juan Jorge González (* 16. September 1992) ist ein bolivianischer Leichtathlet, der sich auf den Langstreckenlauf spezialisiert hat.

## Sportliche Laufbahn
Erste internationale Erfahrungen sammelte Juan Jorge González bei den 2020 erstmals ausgetragenen Hallensüdamerikameisterschaften in Cochabamba, bei denen er in 8:31,90 min die Goldmedaille im 3000-Meter-Lauf gewann. 2024 gewann er dann bei den Hallensüdamerikameisterschaften ebendort in 8:45,05 min die Bronzemedaille hinter seinen Landsleuten David Ninavia und Daniel Toroya.
2020 wurde González bolivianischer Hallenmeister im 3000-Meter-Lauf und 2023 wurde er Landesmeister im 10.000-Meter-Lauf.

## Persönliche Bestzeiten
- 5000 Meter: 14:37,32 min, 28. April 2019 in Lima
  - 3000 Meter (Halle): 8:27,51 min, 19. Januar 2020 in Cochabamba (bolivianischer Rekord)
- 10.000 Meter: 30:34,90 min, 29. Februar 2020 in Mar del Plata